# Rue Riquet (Paris)
Pour les articles homonymes, voir Rue Riquet.
La rue Riquet est une rue longue de 1 267 mètres située en grande partie dans le 19e arrondissement de Paris et qui se prolonge dans le 18e arrondissement en enjambant les rails de chemins de fer arrivant de la gare de l'Est grâce au pont de la rue Riquet.

## Situation et accès
C’est une rue étroite et à sens unique sur la quasi-totalité de sa longueur, elle n’est plantée que d’une dizaine d’arbres entre les numéros 50 et 58.
Elle est desservie par les stations de métro Riquet de la ligne 7 (l'entrée se situe dans le 19e arrondissement à l'angle entre la rue Riquet et l'avenue de Flandre) et Marx Dormoy de la ligne 12 (l'entrée se situe dans le 18e arrondissement à l'angle de la rue de la Chapelle et de la rue Riquet).

### Voies croisées
- Quai de la Seine
- Avenue de Flandre
- Rue de Tanger
- Rue Archereau
- Rue Curial
- Rue d'Aubervilliers : cette rue marque la limite entre le 18e et le 19e arrondissement
- Pont de la rue Riquet
- Rue Buzelin
- Rue Pajol
- Rue du Canada
- Rue de l'Olive
- Rue Philippe-de-Girard
- Rue de la Chapelle qui devient à cet endroit la rue Marx-Dormoy

## Origine du nom

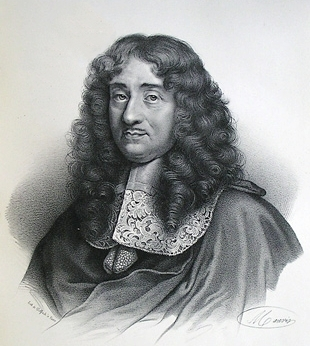
Pierre-Paul Riquet.

La rue porte ce nom en hommage à Pierre-Paul Riquet, baron de Bonrepos, ingénieur français qui a permis la réalisation du canal du Midi dans le Sud de la France entre la Garonne et la mer Méditerranée.

## Historique
Cette voie des anciennes communes de la Villette et de la Chapelle se nommait précédemment « rue de la Tournelle » et par la suite « rue des Tournelles ».
Elle est indiquée sur le plan de Charles Inselin en 1707 et sur celui de plan de Roussel de 1730, comme un lieu-dit à l'angle du chemin d'Aubervilliers.
La Chapelle avait gardé son identité villageoise pendant des siècles, centrée autour de Saint-Denys de la Chapelle et l'ancêtre du marché de La Chapelle. Lors du rattachement de la commune à Paris en 1860, le quartier est complètement transformé: de nouvelles rues sont créées et des édifices hausmanniens sont bâtis. La « rue des Tournelles », qui était un chemin le long du marché aux bestiaux, disparaît.
Avec les transformations de Paris sous le Second Empire, la rue Riquet résulte de la réunion, en 1865 :
1. de la « rue du Havre », anciennement « rue Notre-Dame » (en 1758), comprise entre le quai de la Seine et l'avenue de Flandre ;
2. de la « rue de la Chapelle », anciennement « rue de la Religion » (en raison de la présence du couvent de Sainte-Périne), comprise entre l'avenue de Flandre et la rue d'Aubervilliers ;
3. de la « rue de la Tournelle », comprise entre la rue d'Aubervilliers et la rue de la Chapelle.

Le 23 mars 1918, durant la première Guerre mondiale, un obus lancé par la Grosse Bertha explose aux nos 4 et 57 rue Riquet.

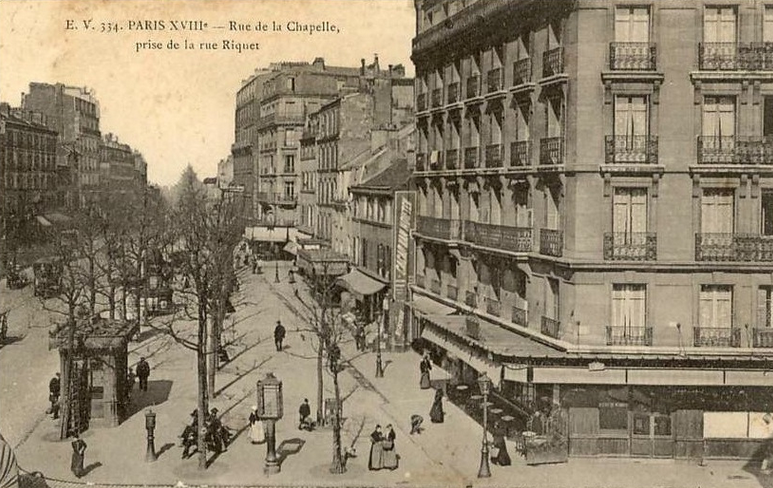
Paris, angle rue de la Chapelle et rue Riquet, vers 1900.

Le 30 mai 1985, un commando de cinq malfaiteurs prenait d'assaut un convoi de transport de fonds à l'angle de la rue Pajol. Deux policiers du commissariat du 18e et un convoyeur décédaient sur place.
Un garage-concessionnaire qui était situé au no 16 a pris feu en novembre 2007. Cet incendie dévastateur, qui a entièrement détruit la structure, a entraîné la mort de deux pompiers en reconnaissance lorsque le bâtiment s'est effondré sur eux. Un immeuble d'habitation et une crèche ont été construits à sa place, tous deux ouverts au quatrième trimestre 2012.

## Bâtiments remarquables et lieux de mémoire
- Un commissariat UPQ (unité de police de quartier), installé au 3, rue Riquet.
- Angle rue Riquet et avenue de Flandre : emplacement du couvent Sainte-Périne.
- À ce même endroit se situait le moulin à vent Brier (nom du propriétaire au XVIIe siècle), à proximité de la croix Mouton. Sur un acte de 1674, il est appelé « moulin Fannet »[4].
- Il existait un marché couvert : le marché Riquet situé au 40-42 de la rue et faisant l'angle avec la rue Archereau (qui malgré les efforts n'a cessé de péricliter pendant plusieurs années. Il a fermé en 2010). Depuis septembre 2012, le bric-à-brac d'Emmaüs Défi a pris sa place. Restent dans la rue plusieurs petits commerces (librairie, pharmacies, magasins d'alimentation, restaurants, boulangerie, marchands de journaux…) en majorité situés du côté du 18e arrondissement, ainsi que deux synagogues près de l'avenue de Flandre.
- On trouve, depuis 2007, un espace vert appelé « jardins d'Éole », inauguré le 12 mai 2007, et délimité au nord par la rue Riquet, à l'est par la rue d'Aubervilliers, au sud par la rue du Département, et à l'ouest par les rails de chemins de fer.
- Un espace culturel, le Cent Quatre ouvert le 11 octobre 2008, au 104 de la rue d'Aubervilliers, situé dans les anciens locaux de la compagnie des pompes funèbres de Paris.
- Les Orgues de Flandre (aussi appelées « cité des Flamants »), un ensemble de bâtiments d'habitation, construit entre 1973 et 1980 par l'architecte allemand Martin Schulz van Treeck.

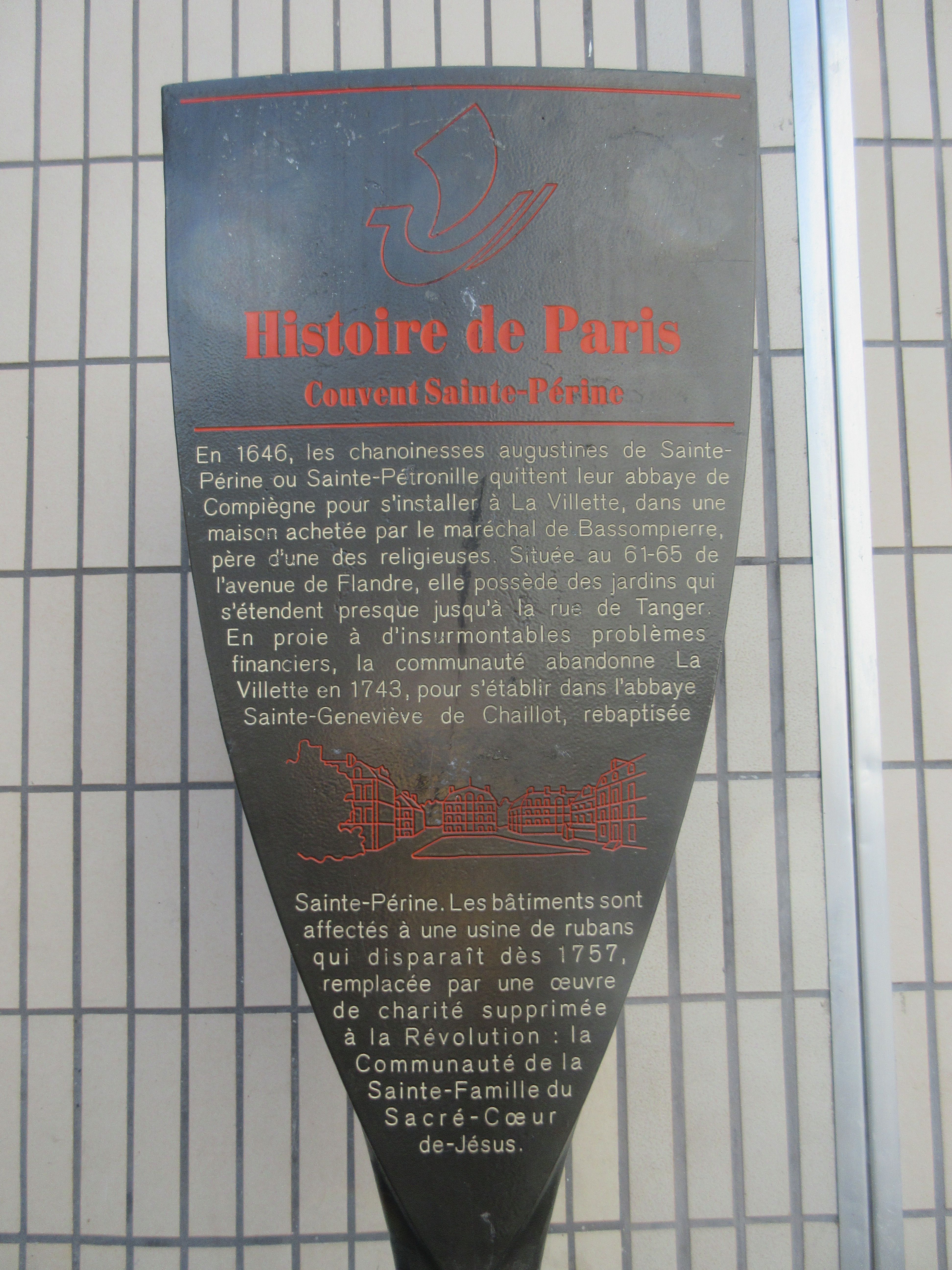
Panneau Histoire de Paris « Couvent Sainte-Périne »
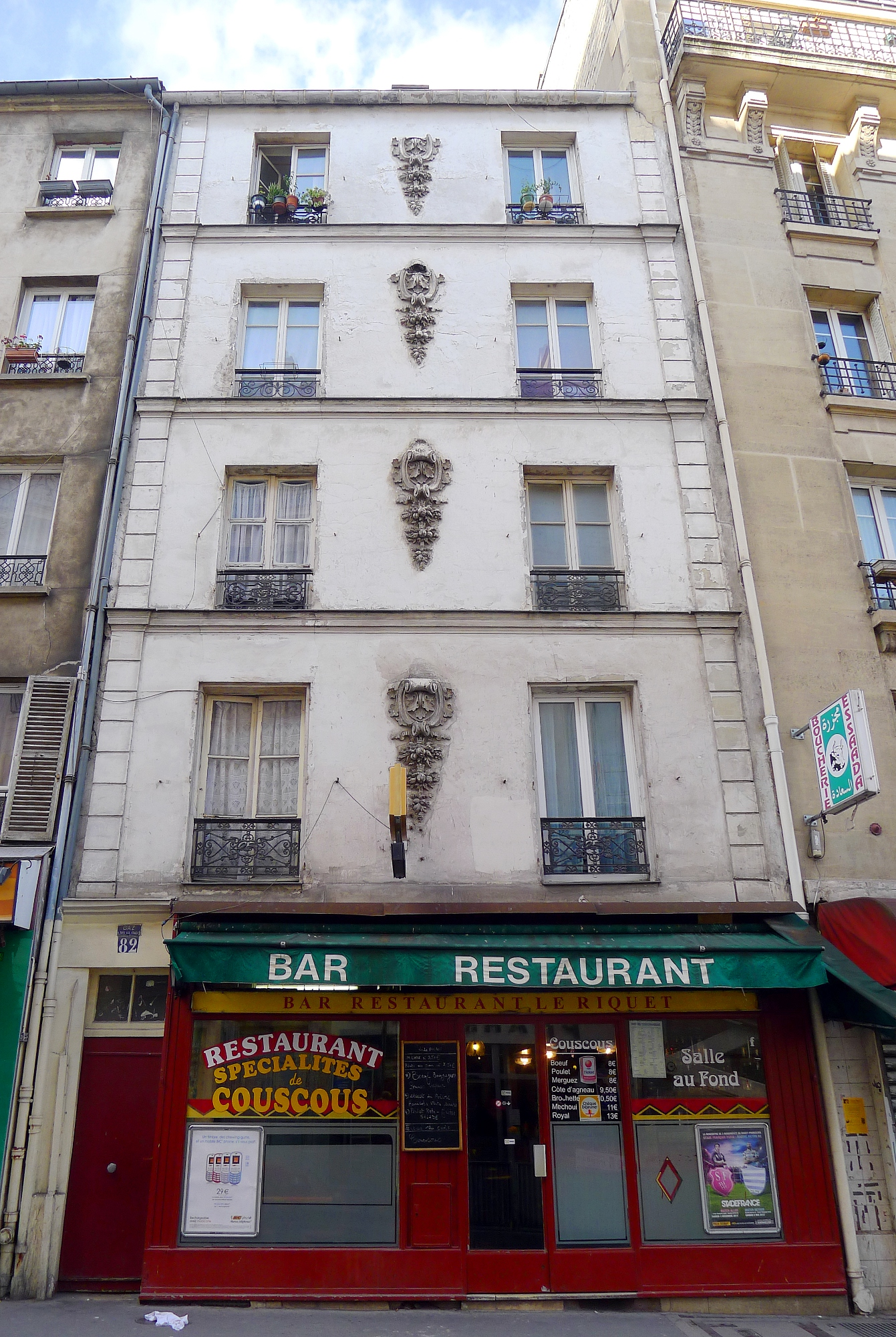
No 82 : immeuble avec moulures.
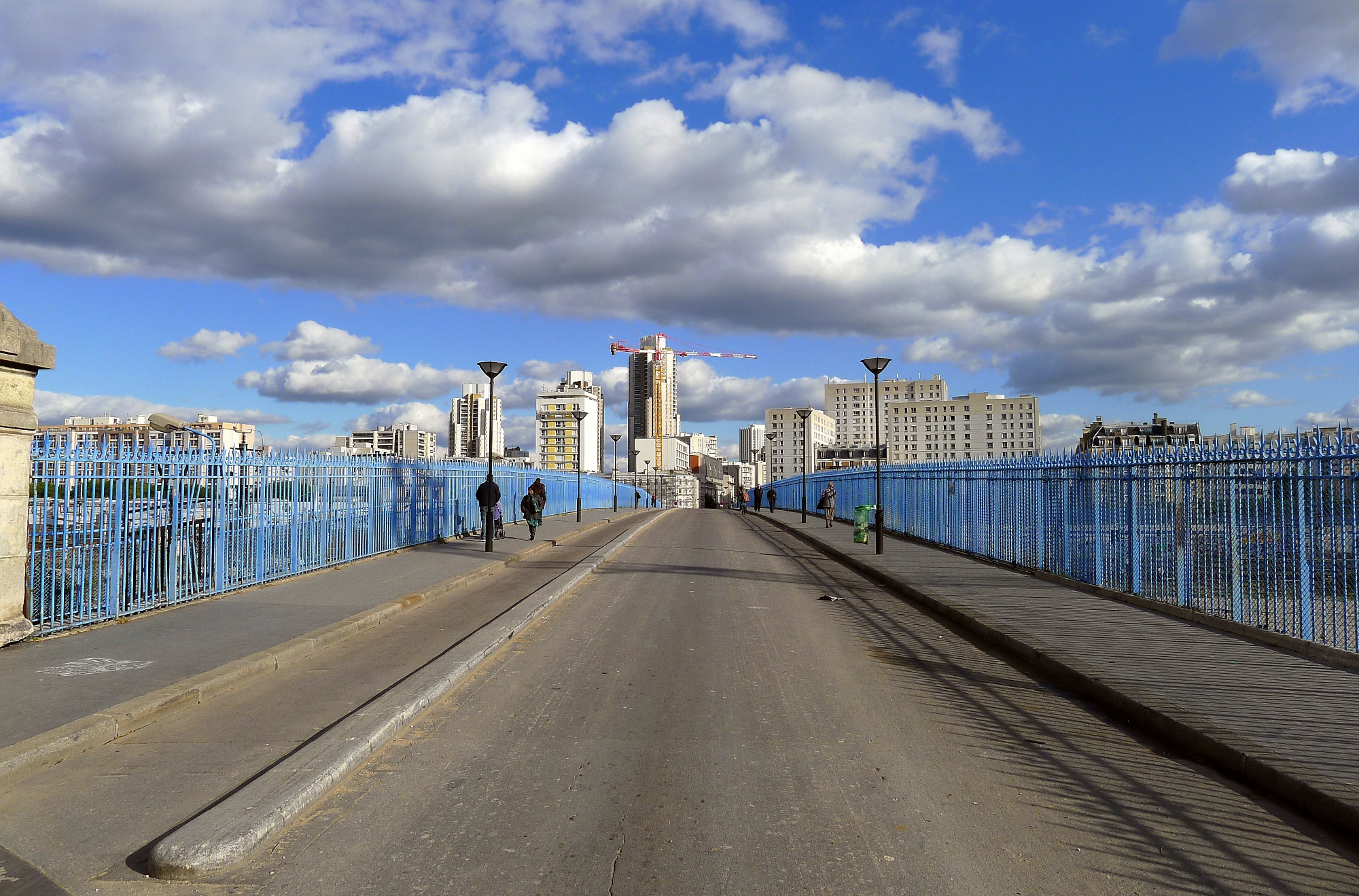
Pont Riquet enjambant les voies SNCF de la gare de l'Est.
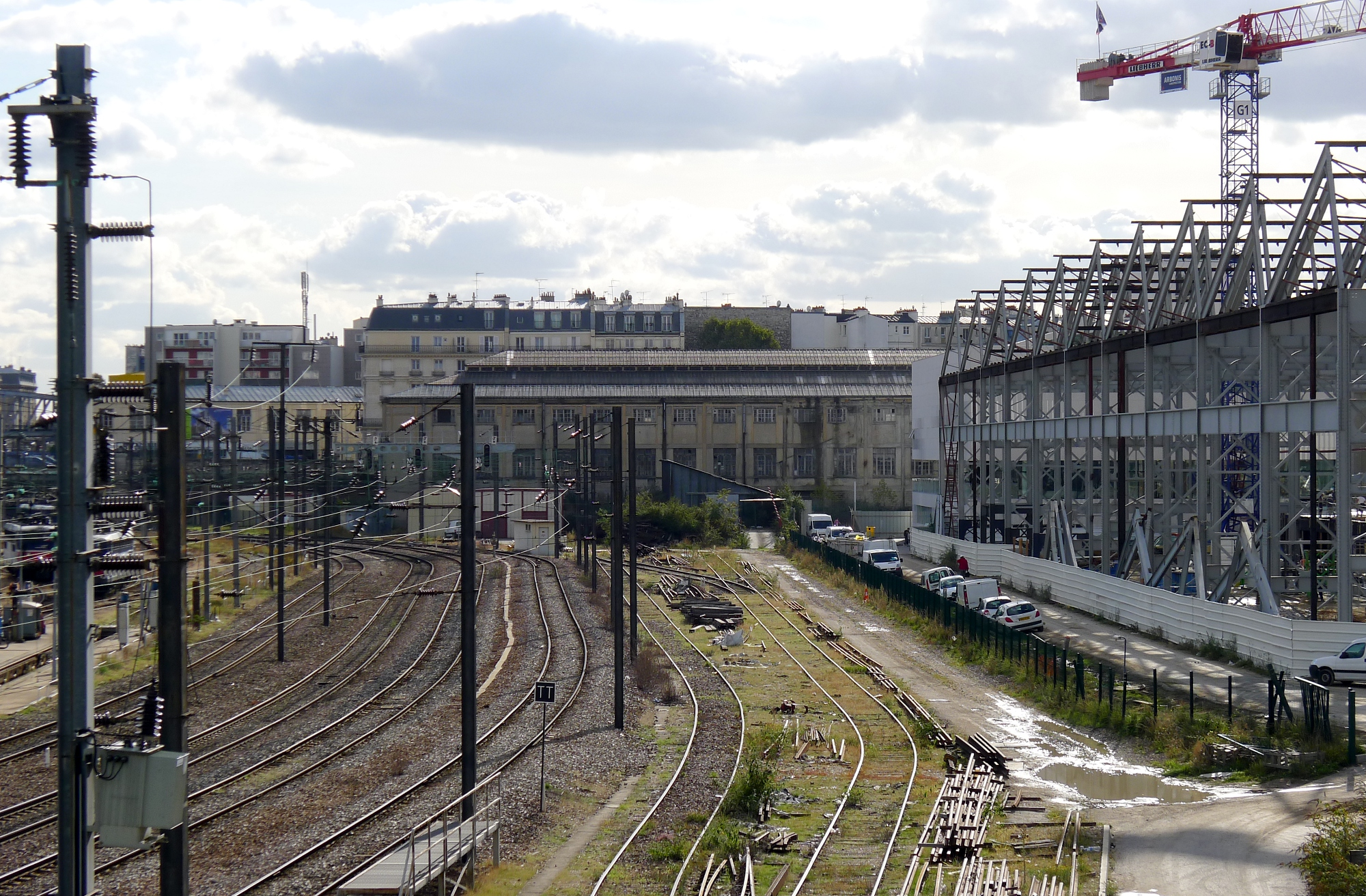
Voies SNCF au niveau du pont Riquet.
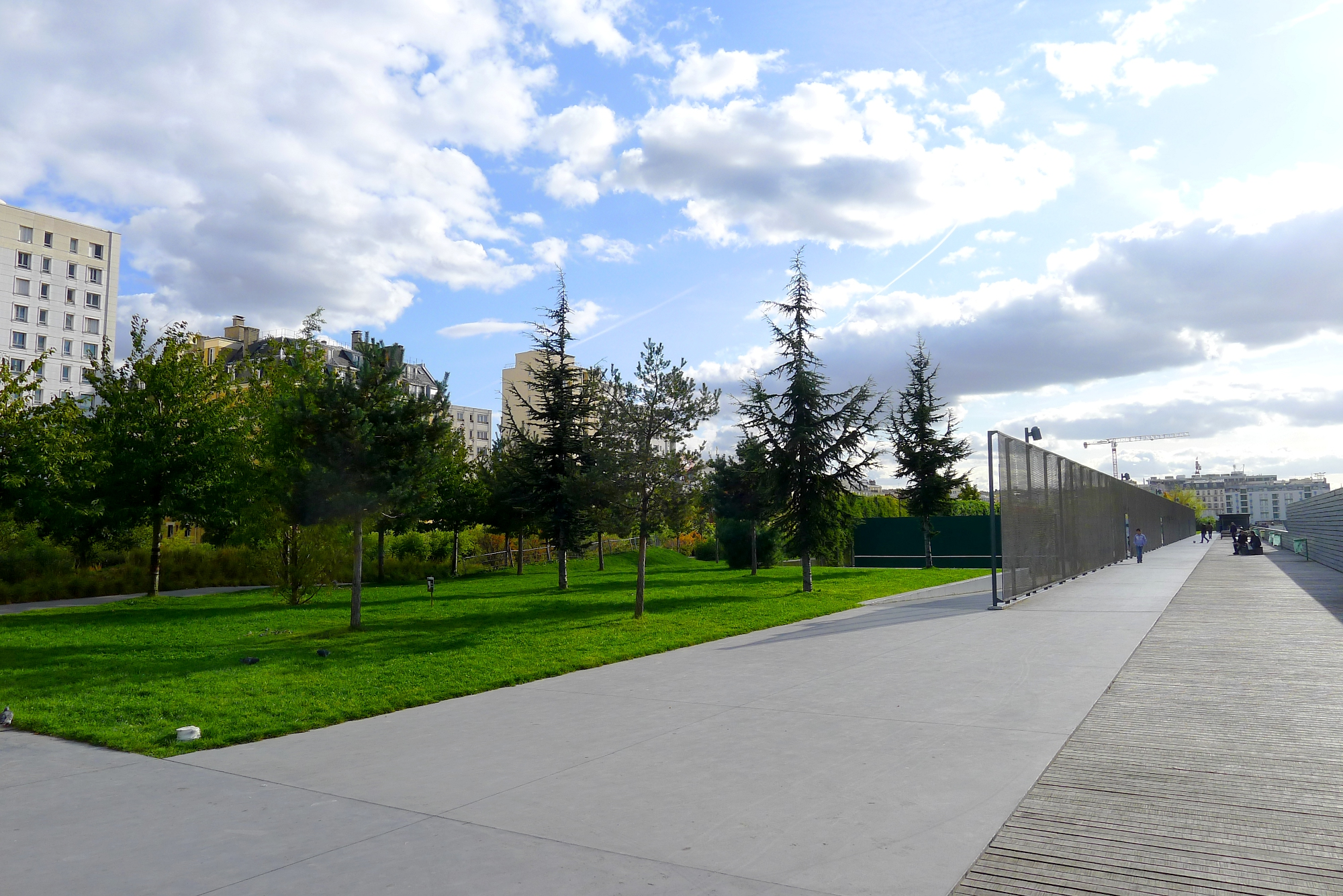
Jardins d'Éole.